# US Open 2007
Die 127. US Open waren ein internationales Tennisturnier und fanden vom 27. August bis zum 9. September 2007 im USTA Billie Jean King National Tennis Center in Flushing Meadows (New York City) statt.
Mit einer erfolgreichen Titelverteidigung konnte Vorjahressieger Roger Federer verschiedene Rekorde brechen, u. a. den Rekord einer Serie von vier Titelgewinnen bei den US Open in Folge. Am 11. Juli 2007 wurde bekannt gegeben, dass das Preisgeld sowohl für den Gewinn des Herren- als auch des Damentitels um 200.000 $ auf nun 1,4 Millionen $ erhöht wurde. Dies ist im Vergleich zum Preisgeld in Wimbledon nur geringfügig weniger, aber immer noch mehr als bei den anderen beiden Grand-Slam-Turnieren.

## Herreneinzel
Setzliste
| Nr. | Spieler           | Erreichte Runde |
| --- | ----------------- | --------------- |
| 01. | Roger Federer     | Sieg            |
| 02. | Rafael Nadal      | Achtelfinale    |
| 03. | Novak Đoković     | Finale          |
| 04. | Nikolai Dawydenko | Halbfinale      |
| 05. | Andy Roddick      | Viertelfinale   |
| 06. | James Blake       | Achtelfinale    |
| 07. | Fernando González | 1. Runde        |
| 08. | Tommy Robredo     | 3. Runde        |
| 09. | Tomáš Berdych     | Achtelfinale    |
| 10. | Tommy Haas        | Viertelfinale   |
| 11. | Michail Juschny   | 2. Runde        |
| 12. | Ivan Ljubičić     | 3. Runde        |
| 13. | Richard Gasquet   | 2. Runde        |
| 14. | Guillermo Cañas   | 2. Runde        |
| 15. | David Ferrer      | Halbfinale      |
| 16. | Lleyton Hewitt    | 2. Runde        |

| Nr. | Spieler             | Erreichte Runde |
| --- | ------------------- | --------------- |
| 17. | Carlos Moyá         | Viertelfinale   |
| 18. | Marcos Baghdatis    | 1. Runde        |
| 19. | Andy Murray         | 3. Runde        |
| 20. | Juan Ignacio Chela  | Viertelfinale   |
| 21. | Juan Carlos Ferrero | 1. Runde        |
| 22. | Paul-Henri Mathieu  | 1. Runde        |
| 23. | Juan Mónaco         | Achtelfinale    |
| 24. | David Nalbandian    | 3. Runde        |
| 25. | Marat Safin         | 2. Runde        |
| 26. | Jarkko Nieminen     | 1. Runde        |
| 27. | Dmitri Tursunow     | 1. Runde        |
| 28. | Nicolás Almagro     | 3. Runde        |
| 29. | Filippo Volandri    | 1. Runde        |
| 30. | Potito Starace      | 1. Runde        |
| 31. | Jürgen Melzer       | 2. Runde        |
| 32. | Ivo Karlović        | 1. Runde        |

## Dameneinzel
Setzliste
| Nr. | Spielerin          | Erreichte Runde |
| --- | ------------------ | --------------- |
| 01. | Justine Henin      | Sieg            |
| 02. | Marija Scharapowa  | 3. Runde        |
| 03. | Jelena Janković    | Viertelfinale   |
| 04. | Swetlana Kusnezowa | Finale          |
| 05. | Ana Ivanović       | Achtelfinale    |
| 06. | Anna Tschakwetadse | Halbfinale      |
| 07. | Nadja Petrowa      | 3. Runde        |
| 08. | Serena Williams    | Viertelfinale   |
| 09. | Daniela Hantuchová | 1. Runde        |
| 10. | Marion Bartoli     | Achtelfinale    |
| 11. | Patty Schnyder     | 3. Runde        |
| 12. | Venus Williams     | Halbfinale      |
| 13. | Nicole Vaidišová   | 3. Runde        |
| 14. | Jelena Dementjewa  | 3. Runde        |
| 15. | Dinara Safina      | Achtelfinale    |
| 16. | Martina Hingis     | 3. Runde        |

| Nr. | Spielerin               | Erreichte Runde |
| --- | ----------------------- | --------------- |
| 17. | Tatiana Golovin         | 1. Runde        |
| 18. | Shahar Peer             | Viertelfinale   |
| 19. | Sybille Bammer          | Achtelfinale    |
| 20. | Lucie Šafářová          | 3. Runde        |
| 21. | Aljona Bondarenko       | 3. Runde        |
| 22. | Katarina Srebotnik      | 2. Runde        |
| 23. | Tathiana Garbin         | 1. Runde        |
| 24. | Francesca Schiavone     | 2. Runde        |
| 25. | Mara Santangelo         | 1. Runde        |
| 26. | Sania Mirza             | 3. Runde        |
| 27. | Wera Swonarjowa         | 3. Runde        |
| 28. | Ai Sugiyama             | 2. Runde        |
| 29. | Samantha Stosur         | 1. Runde        |
| 30. | Agnieszka Radwańska     | Achtelfinale    |
| 31. | Anabel Medina Garrigues | 3. Runde        |
| 32. | Michaëlla Krajicek      | 2. Runde        |

## Herrendoppel
Setzliste
| Nr. | Paarung                        | Erreichte Runde |
| --- | ------------------------------ | --------------- |
| 01. | Bob Bryan Mike Bryan           | Viertelfinale   |
| 02. | Mark Knowles Daniel Nestor     | Viertelfinale   |
| 03. | Jonas Björkman Maks Mirny      | Achtelfinale    |
| 04. | Martin Damm Leander Paes       | 1. Runde        |
| 05. | Paul Hanley Kevin Ullyett      | Halbfinale      |
| 06. | Mahesh Bhupathi Nenad Zimonjić | 2. Runde        |
| 07. | Arnaud Clément Michaël Llodra  | 2. Runde        |
| 08. | Jonathan Erlich Andy Ram       | Achtelfinale    |

| Nr. | Paarung                              | Erreichte Runde |
| --- | ------------------------------------ | --------------- |
| 09. | Lukáš Dlouhý Pavel Vízner            | Finale          |
| 10. | Simon Aspelin Julian Knowle          | Sieg            |
| 11. | Andrei Pavel Alexander Waske         | 2. Runde        |
| 12. | Mariusz Fyrstenberg Marcin Matkowski | Achtelfinale    |
| 13. | Jeff Coetzee Rogier Wassen           | Achtelfinale    |
| 14. | Wesley Moodie Fabrice Santoro        | 1. Runde        |
| 15. | František Čermák Leoš Friedl         | 2. Runde        |
| 16. | Eric Butorac Jamie Murray            | 2. Runde        |

## Damendoppel
Setzliste
| Nr. | Paarung                        | Erreichte Runde |
| --- | ------------------------------ | --------------- |
| 01. | Cara Black Liezel Huber        | 2. Runde        |
| 02. | Lisa Raymond Samantha Stosur   | Achtelfinale    |
| 03. | Katarina Srebotnik Ai Sugiyama | Viertelfinale   |
| 04. | Alicia Molik Mara Santangelo   | Achtelfinale    |
| 05. | Chan Yung-jan Chuang Chia-jung | Finale          |
| 06. | Květa Peschke Rennae Stubbs    | Halbfinale      |
| 07. | Nathalie Dechy Dinara Safina   | Sieg            |
| 08. | Jelena Lichowzewa Sun Tiantian | 1. Runde        |

| Nr. | Paarung                                        | Erreichte Runde |
| --- | ---------------------------------------------- | --------------- |
| 09. | Anabel Medina Garrigues Virginia Ruano Pascual | Achtelfinale    |
| 10. | Peng Shuai Yan Zi                              | 2. Runde        |
| 11. | Marija Kirilenko Jelena Wesnina                | 1. Runde        |
| 12. | Tathiana Garbin Shahar Peer                    | Achtelfinale    |
| 13. | Corina Morariu Meghann Shaughnessy             | Viertelfinale   |
| 14. | Ágnes Szávay Vladimíra Uhlířová                | Halbfinale      |
| 15. | Vania King Émilie Loit                         | Achtelfinale    |
| 16. | Bethanie Mattek Sania Mirza                    | Viertelfinale   |

## Mixed
Setzliste
| Nr. | Paarung                     | Erreichte Runde |
| --- | --------------------------- | --------------- |
| 01. | Lisa Raymond Nenad Zimonjić | 1. Runde        |
| 02. | Alicia Molik Mike Bryan     | Achtelfinale    |
| 03. | Yan Zi Mark Knowles         | Halbfinale      |
| 04. | Mara Santangelo Paul Hanley | 1. Runde        |

| Nr. | Paarung                          | Erreichte Runde |
| --- | -------------------------------- | --------------- |
| 05. | Květa Peschke Martin Damm        | Achtelfinale    |
| 06. | Cara Black Marcin Matkowski      | 1. Runde        |
| 07. | Jelena Lichowzewa Daniel Nestor  | 1. Runde        |
| 08. | Chuang Chia-jung Jonathan Erlich | Achtelfinale    |

## Herreneinzel-Rollstuhl
Setzliste
| Nr. | Spieler         | Erreichte Runde |
| --- | --------------- | --------------- |
| 01. | Shingo Kunieda  | Sieg            |
| 02. | Robin Ammerlaan | Finale          |

## Dameneinzel-Rollstuhl
Setzliste
| Nr. | Spielerin       | Erreichte Runde |
| --- | --------------- | --------------- |
| 01. | Esther Vergeer  | Sieg            |
| 02. | Sharon Walraven | Halbfinale      |

## Herrendoppel-Rollstuhl
Setzliste
| Nr. | Paarung                           | Erreichte Runde |
| --- | --------------------------------- | --------------- |
| 01. | Shingo Kunieda Satoshi Saida      | Sieg            |
| 02. | Robin Ammerlaan Michaël Jeremiasz | Finale          |

## Damendoppel-Rollstuhl
Setzliste
| Nr. | Paarung                        | Erreichte Runde |
| --- | ------------------------------ | --------------- |
| 01. | Jiske Griffioen Esther Vergeer | Sieg            |
| 02. | Korie Homan Sharon Walraven    | Finale          |